# Azambuja (freguesia)
Azambuja is een plaats (freguesia) in de Portugese gemeente Azambuja en telt 6 914 inwoners (2001).

## Geboren
- José de Sousa (1974), darter